# Francesco Rutelli
Francesco Rutelli (Roma; 14 de junio de 1954) es un político Italiano, Senador y presidente del Comité Parlamentario para la Seguridad de la República hasta el 20 de diciembre de 2009 fecha en la que renunció.
Fue ministro del Patrimonio y las actividades culturales en el Segundo Gobierno de Romano Prodi, además fue cofundador y codirector (junto François Bayrou) del Partido Demócrata Europeo (PDE) en el Parlamento Europeo. 
Fue secretario y diputado por el  Partido Radical de 1983 a 1990, fundó el arcoíris y los Verdes y fue elegido para el presidente de la Cámara de los Verdes en el año 1992. 
Fue elegido Alcalde de Roma en 1993 y 1997 y ocupó el cargo hasta enero de 2001, cuando fue sustituido por Walter Veltroni.
Por último, fue presidente nacional y líder del partido político La Margarita de 2001 (el año de su fundación) hasta la disolución de dicha formación, que se integró en el Partido Democrático en 2007. 
Elegido candidato a la alcaldía de Roma en 2008, tras el salto de Veltroni a la política nacional, fue derrotado en segunda vuelta por Gianni Alemanno.
En 2001 fue propuesto por la coalición de centro-izquierda, El Olivo, como candidato a la  Presidencia del Consejo de Ministros. La coalición liderada por Francesco Rutelli - que no incluye Refundación Comunista, Lista Di Pietro, democracia europea y los radicales - perdió las elecciones contra Silvio Berlusconi y la coalición Casa de la Libertad, una diferencia de cerca de dos puntos en la votación de mayoría porcentual.
En 2002 lideró el proceso de convergencia entre diversas formaciones (los demócratas, el PPI y Partido Renovación Italiana) para fusionarse en el nuevo centro - La democracia es libertad - La Margarita, de la que fue elegido presidente federal.
Será reelegido Presidente de La Margarita, con un voto unánime en el Congreso en 2004 y 2007.
En esta función apoyó el proyecto de la Federación de reformistas (compuesto de DS, por Margarita de SDI y Movimiento Republicano Europeo) y acogió con satisfacción la propuesta de Romano Prodi de presentar a las elecciones europeas de 2004 una única lista.
Desde el 19 de octubre de 2016, fue electo como presidente de la ANICA, reelecto en junio, por el periodo 2020/2022

## Cargos Desempeñados
- Miembro de la Cámara de Diputados. (1983-1992)
- Alcalde de Roma. (1993-2001)
- Miembro de la Cámara de Diputados. (2001-2008)
- Presidente de Democracia es Libertad. (2001-2007)
- Vicepresidente del Consejo de Ministros. (2006-2008)
- Ministro de Cultura y Turismo de Italia. (2006-2008)
- Presidente de COPASIR. (2008-2010)